# Тршебич (район)
Район Тршебич (чеш. Okres Třebíč) — один из 5 районов края Высочина Чехии, расположенный в исторической области Моравия. Административным центром является город Тршебич. Площадь составляет 1463,07 км², население — 114 587 человек (плотность населения — 78,32 человек на 1 км²). Район состоит из 167 населённых пунктов, в том числе из 6 городов.

## Города
| Город                   | Население |
| ----------------------- | --------- |
| Тршебич                 | 38 097    |
| Моравске-Будеёвице      | 7 602     |
| Намешть-над-Ославоу     | 5 072     |
| Емнице                  | 4 437     |
| Яромержице-над-Рокитноу | 4 258     |
| Гротовице               | 1 736     |